# Herbert Mayo
Pour les articles homonymes, voir Mayo.
Herbert Mayo (né le 3 avril 1796 à Londres et mort le 28 juin 1852) est un anatomiste, chirurgien et physiologiste britannique.

## Biographie
Né à Londres en avril 1796, Herbert Mayo est le troisième fils du célèbre médecin John Mayo. Il rentre à l'hôpital Middlesex en tant qu'élève du chirurgien Joberns en mai 1814 puis est nommé chirurgien en 1818. Entre 1812 et 1815, il est l'élève de Charles Bell et loge dans sa maison. Puis, il étudie à Leiden, où il obtient son diplôme de médecine avant de devenir membre du Collège Royal des chirurgiens,. 
Plein d'ambition, il met en place sa propre école d'anatomie à Berwick Street, lui permettant de s'engager dans une série d'expériences de physiologie humaine. Il décrit ses méthodes et les résultats de ces expériences dans ses Anatomical and Physiological Commentaries, et attaque notamment les découvertes de son ancien professeur, Charles Bell, ce qui marqua le début d'un long conflit entre les deux. Bell avait en effet discrètement revu ses papiers pré-1823 pour s'approprier les découvertes de Mayo et Magendie, ce que Mayo adressa explicitement dans Mr. Mayo on Sir Charles Bell's Discoveries : "Aux nombreuses publications de Monsieur Charles Bell, dans lesquelles il revendique des découvertes qui ne lui appartiennent pas, ces mots de Sénèque feraient un excellent motto : Ista pro ingenio pinguntur, non ex scientiae vi." (page 451),.
En 1826, il épouse Jessica Matilda, fille de Samuel James Arnold (1774-1852), avec qui il aura deux enfants. Ils se sépareront en 1841,.
Grâce à la reconnaissance apportée par ses travaux en physiologie humaine, il devient professeur d’anatomie et de physiologie au King’s College de Londres en 1830.
Cependant, alors que la réputation de Mayo était au plus haut, il essaya en 1836 d'obtenir le poste de président de l'unité d'anatomie à l'Université de Londres après avoir accepté le poste de président de l'unité d'anatomie physiologique et pathologique au King's College. À la suite de cela il fut accusé de malhonnêteté et de trahison envers son employeur, et toutes les principales revues médicales londoniennes condamnèrent son comportement. The Medical Gazette interrogea : "Est-ce décent, aux yeux de la profession et du public ?". Non seulement sa demande fut rejetée mais il fut forcé de démissionner du King's College. Ce fut le début d'une suite d'évènements qui entachèrent la réputation et la santé du médecin, qui décèdera en 1852 après des années de douleurs articulaires.

## Apports
Au début des années 1820, Herbert Mayo découvre les racines motrices et sensitives du Vème nerf crânien, et la fonction sensitive du VIIème nerf crânien. Le même mois où Mayo publia ses découvertes, Magendie annonça au monde qu'il avait identifié les racines motrices et sensitives des nerfs spinaux.
En 1842, il localise le territoire du réflexe photomoteur dans une préparation qui comprend les yeux et un segment du tronc cérébral, compris entre les bandelettes et l’entrecroisement des pédoncules cérébelleux supérieurs.